# Canon (automate cellulaire)
Pour les articles homonymes, voir Canon.

Le canon à planeurs de Gosper, créé par Bill Gosper, qui émet des planeurs.

Une variante du Gosper Glider Gun de période 46 et émettant deux planeurs.

Dans un automate cellulaire, un canon (gun dans la littérature anglophone) est un motif fini dont la partie principale se répète périodiquement, comme un oscillateur, et qui émet des vaisseaux à intervalles réguliers.

## Période
Deux périodes sont à prendre en compte : 
- la période à laquelle les vaisseaux sont émis ;
- la période du canon en lui-même.

La période du canon est forcément un multiple de la période d’émission des vaisseaux. Si ces deux périodes sont différentes, le canon est appelé un canon à pseudo-période (pseudoperiod gun en anglais).

## Exemples

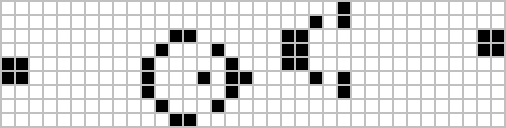
Le plus petit canon découvert à ce jour dans le jeu de la vie : le Gosper Glider Gun.